# Olexandr (Petrovskyj)
Svatý Olexandr (světským jménem: Olexandr Feofilovyč Petrovskyj; 23. srpna 1851, Luck – 24. května 1940, Charkov) je ukrajinský duchovní Ruské pravoslavné církve a arcibiskup charkovský.

## Život
Narodil se 23. srpna 1851 v Lucku.
Studoval na Volyňském duchovním semináři. Mnoho let byl učitelem na různých školách.
Dne 1. září 1899 vstoupil do Dermanského monastýru. Dne 9. června 1900 byl postřižen na monacha se jménem Olexandr. Stal se ekonomem monastýru.
Dne 15. srpna 1900 byl v Počajivské lávře rukopoložen na jerodiákona a 29. října na jeromonacha. Od 18. listopadu byl představeným Dermanského monastýru.
Roku 1901 byl převeden do Kremeneckého monastýru Zjevení Páně. Zde byl jmenován pokladníkem monastýru. O dva roky později vstoupil do kléru turkestánské eparchie. Byl ustanoven pokladníkem a členem eparchiální rady učiliště. Zanedlouho byl jmenován ekonomem biskupského domu.
Roku 1905 se stal členem turkestánské duchovní konzistoře a pokladníkem misijní společnosti. Následující rok odešel do Žyrovického monastýru grodněnské eparchie.
Na začátku roku 1908 přešel do Donského monastýru. Brzy se stal představeným monastýru. Od roku 1911 vedl Mharský monastýr a v prosinci 1917 se stal představeným Pskovo-pečerského monastýru.
Roku 1918 odešel do Poltavy. Od roku 1919 byl představeným chrámu Kozelščynského monastýru.
Roku 1932 byl jmenován představeným Pustynno-Mykilského monastýru v Kyjevě.
Dne 30. října 1932 proběhla jeho biskupská chirotonie na biskupa umaňského a vikáře kyjevské eparchie. Od 25. srpna 1933 byl biskupem vinnyckým.
Od roku 1934 byl členem Dočasného patriarchálního Svatý synodu a zástupce patriarchálního locum tenens Sergije (Stragorodského).
Dne 20. května 1937 byl jmenován arcibiskupem charkovským.
Dne 28. července 1938 byl zatčen za protisovětskou agitaci a špionáž v Polsku. Dne 17. července 1939 byl odsouzen k 10 letům odnětí svobody. Dne 5. ledna 1940 byl rozsudek zrušen a případ vrácen k dovyšetření. I přes svůj vysoký věk se na svobodu nedostal a zemřel 24. května v Charkovské nemocnici.
V současné době se jeho ostatky nachází v katedrálním chrámu Zvěstování v Charkově.

## Kanonizace
Dne 22. června 1993 byl svatořečen jako místní světec Ukrajinské pravoslavné církve.
V srpnu 2000 byl Archijerejským soborem svatořečen celocírkevně jako mučedník a byl zařazen do Sbor všech novomučedníků a vyznavačů ruských.
Jeho svátek se slaví 24. května.